# Gregorián mesterek
Gregorián mesterek. A legszebb magyar slágerek gregorián hangzásban – album muzyczny, wydany w 2001 roku przez Record Express na CD. Album zawiera covery rockowych węgierskich piosenek utrzymane na styl chorału gregoriańskiego. Nagrań dokonano w studio Za-Ki Hangstúdió w marcu 2001 roku. Album zajął 28. miejsce na węgierskiej liście Top 40.

## Lista utworów
1. „Szerelem első vérig” (3:47) – Ferenc Demjén
2. „Várj, míg felkel majd a nap” (4:14) – Ferenc Demjén
3. „Száz út” (3:39) – Emberek
4. „Európa” (3:51) – Miklós Varga
5. „Gyöngyhajú lány” (5:30) – Omega
6. „Homok a szélben” (3:47) – Korál
7. „Nagy utazás” (4:10) – Gábor Presser
8. „A hűtlen” (4:12) – Edda Művek
9. „Évszakok” (3:24) – Fecó Balázs
10. „Ha volna két életem” (5:31) – Piramis
11. „Pearldance / Gyöngytánc” (2:35) – Laren d'Or
12. „Adagio” (3:21) – Tomaso Albinoni
13. „Gyöngyhajú lány (reprise)” (bonus) (5:40) – Omega

## Wykonawcy
- Imre Bedics – wokal
- Levente Bodó – wokal
- Zoltán Czier – wokal
- András Hajnal – wokal
- Tamás Kóbor – wokal
- György Kosaras – wokal
- Vilmos Naszvagyi – wokal
- András Stampay-Komesz – wokal
- Árpád Székely – wokal
- Erika Miklósa (11,12) – wokal
- Laren D'Or – reżyser dźwięku